# Мазуренко Олег Миколайович
Олег Миколайович Мазуренко (нар. 8 листопада 1977) — український футболіст, який грав на позиції півзахисника. Відомий за виступами в клубах вищої ліги «Оболонь» та «Іллічівець». Після завершення кар'єри футболіста — український футбольний тренер.

## Клубна кар'єра
Олег Мазуренко є вихованцем футбольної школи київського «Динамо», проте за головну команду клубу так і не зіграв, обмежившись виступами за другу команду клубу в першій українській лізі та третю команду в другій українській лізі. У 1998 році футболіст грав за російський клуб другої ліги «Енергія» з міста Чайковський. Після повернення в Україну Мазуренко в 1999 році став гравцем команди першої ліги «Волинь» із Луцька, зіграв за сезон 20 матчів. Наступний сезон футболіст провів у складі іншої першолігової команди СК «Миколаїв», за який зіграв 33 матчі, в яких 7 разів відзначився забитими м'ячами, розділивши звання кращого бомбардира клубу за сезон з Олексієм Дерипапою і В'ячеславом Нужним. На початку сезону 2001—2002 став гравцем клубу «Закарпаття», проте зіграв лише один матч за другу команду клубу, та вперше став гравцем київської «Оболоні», яка на той час грала в першій лізі. За підсумками сезону команда здобула право на виступи у вищій лізі, і Мазуренко продовжив виступи в команді вже у вищому українському дивізіоні. У сезоні 2003—2004 років «Оболонь» здобула найвище місце за час виступів у чемпіонатах України — 6-те, а Олег Мазуренко в цьому сезоні став кращим бомбардиром команди. З початку 2005 року футболіст стає гравцем іншої вишолігової команди — маріупольського «Іллічівця». У команді футболіст виступав до 2008 року, аж до її вибуття з вищої ліги, брав участь у її поверненні до вищого дивізіону. У 2008 році перейшов до чернігівської «Десни». У січні 2009 року проходив перегляд у одеському «Чорноморці», проте отримав травму, внаслідок чого не став гравцем одеської команди. З початку 2009 року вдруге став гравцем «Оболоні», та допоміг їй повернутися до вищої ліги. Олег Мазуренко виступав у вищій лізі у складі «Оболоні» ще протягом двох сезонів, а пізніше рав за амаорські клуби «Путрівка» і «Буча», після чого завершив виступи на футбольних полях.

## Тренерська кар'єра
Після завершення виступів на футбольних полях Олег Мазуренко розпочав кар'єру тренера. У 2012 році він працював тренером у другій команді «Оболоні». Після розформування ФК «Оболонь» він перейшов на роботу до новоствореної команди «Оболонь-Бровар», де працював тренером з лютого 2013 року. 24 жовтня 2016 року Мазуренко став головним тренером команди, зінивши на цій посаді Сергія Солдатова. Проте команда не справилась із поставленими для неї керівництвом завданнями, і після поразки в матчі проти винниківського «Руха» 16 вересня 2017 року подав у відставку. Його місце зайняв його колишній напарник по «Оболоні» Валерій Іващенко.
13 січня 2020 року призначений на посаду головного тренера команди Оболонь-Бровар, яка на зимову перерву пішла займаючи 5-те місце в першій лізі, та відстаючи від лідера на 2 очка. На цій посаді працював до кінця 2020 року.